# Uroleucon
Uroleucon (лат.) — род тлей из подсемейства Aphidinae (Macrosiphini). Встречаются почти всесветно. Более 200 видов.

## Описание
Тёмноокрашенные тли длиной 2,3—4,3 мм. Трубочки с ячеистой скульптурой на конце, длинные. Как правило монофаги, встречаются олигофаги; питаются на растениях из семейств колокольчиковые и сложноцветные. У одного из представителей этого рода (у вида Uroleucon hypochoeridis) обнаружена коллективная защита от внешних врагов.

## Систематика
6 подродов (более 200 видов): Uroleucon, Uromelan Mordvilko, 1914, Lambersius Olive, 1965, Belochilum Burner, 1932, Satula Olive, 1963, and Diviun Pashtshenko, 2000, которые включают, соответственно, 115 видов, 59, 39, 1, 1, и 1 вид. Uroleucon и Uromelan в основном Голарктические, Lambersius — Американский (в основном Неарктический). Остальные монотипические подроды отмечены в Европе, Неарктике и ина Дальнем Востоке, соответственно (Remaudiere and Remaudiere 1997; Carvalho et al. 1998: Pashtschenko 2000, 2001: Kadyrbekov et al. 2002; Lee et al. 2002; Kadyrbekov 2003; Delfino and Gonzales 2005). В Южной Америке велика доля интродуцированных видов (треть): из 23 найденных там видов восемь завезены из Палеарктики и Неарктики. Для фауны бывшего СССР указывалось более 40 видов.
- Uroleucon aaroni (Knowlton, 1947)
- Uroleucon achilleae (Koch, 1855)
- Uroleucon acroptilidis Kadyrbekov, Renxin & Shao, 2002
- Uroleucon adenocaulonae (Essig, 1936)
- Uroleucon adenophorae (Matsumura, 1918)
- Uroleucon adesmiae Mier Durante & Ortego, 2008
- Uroleucon aeneum (Hille Ris Lambers, 1939)
- Uroleucon alaskense Robinson, 1985
- Uroleucon amamianum
- Uroleucon ambiguum Pashtshenko, 2000
- Uroleucon ambrosiae (Thomas, C., 1878)
- Uroleucon anomalae  (Hottes & Frison, 1931)
- Uroleucon aquiviride  Zhang, G.-x., X.-l. Chen, Zhong & J.-h. Li, 1999
- Uroleucon arnesense  Robinson, 1985
- Uroleucon asteromyzon  Zhang, G.-x., X.-l. Chen, Zhong & J.-h. Li, 1999
- Uroleucon asterophagum
- Uroleucon astronomus  (Hille Ris Lambers, 1962)
- Uroleucon atripes  (Gillette & Palmer, 1933)
- Uroleucon bereticum  (Blanchard, Everard Eel, 1922)
- Uroleucon bicolor
- Uroleucon bielawskii
- Uroleucon bifrontis  (Passerini, 1879)
- Uroleucon bonitum  (Hottes, 1950)
- Uroleucon boreale Robinson, 1985
- Uroleucon brachychaetum (Olive, 1963)
- Uroleucon bradburyi (Olive, 1965)
- Uroleucon brevirostre
- Uroleucon breviscriptum  (Palmer, 1936)
- Uroleucon brevisiphon  de Carvalho, 1998
- Uroleucon brevitarsus  (Robinson, 1974)
- Uroleucon budhium
- Uroleucon cadens  Moran, 1985
- Uroleucon calendulae
- Uroleucon caligatum (Richards, 1966)
- Uroleucon cameronense  (Takahashi, R., 1950)
- Uroleucon campanulae  (Kaltenbach, 1843)
- Uroleucon canadense (Richards, 1972)
- Uroleucon carberriense  Robinson, 1986
- Другие виды